# 頭鏢鱸
頭鏢鱸為輻鰭魚綱鱸形目鱸亞目河鱸科的其中一種，分布於美國維吉尼亞州的Holston及Nolichucky River河流域，體長可達8.4公分，棲息在水深、流速快的岩石激流區。